# Торфяная промышленность
Торфяная промышленность — отрасль топливной промышленности, предприятия которой осваивают торфяные месторождения, добывают и перерабатывают торф. На нынешний момент основная часть торфа, который добывается в России, используется для потребностей сельского хозяйства (в качестве удобрения), как сырьё для некоторых химических предприятий и как топливо на некоторых электростанциях.

## История
В России до выхода Высочайшего повеления в 40-х годах XIX века по экономическим причинам торф как топливо не использовался. По сравнению с дровами торфяное топливо было дороже, и разработка торфа без государственной поддержки была нерентабельной. В Европе массовое использование торфа как топлива началось уже в XVII веке. А в России только в 1773 году Михаилом Федоровичем Соймоновым, одним из организаторов торфяного дела в России, была составлена первая специальная инструкция для разработки торфа.
После выхода Высочайшего повеления о принятии мер к сохранению лесов Московской губернии положение с использованием торфа как топлива резко меняется. Торф как топливо выходит на первые позиции. Министерство Государственных Имуществ энергично приступает к эксплуатации казённых торфяников.
В 1851 году по Высочайшему повелению, в Москве учреждается Комитет для развития торфодобывающей промышленности. Для комитета была поставлена задача: «Всемерно заботиться о развитии торфяной промышленности, наблюдать за правильной разработкой торфяников, вводить торфяное топливо в городских и казённых зданиях и наблюдать за продажей выработанного торфа». По данным за период с 1859-й по 1861 год под Москвой разрабатывалось до 40 торфяников.
21 декабря 1882 года при Департаменте земледелия и сельской промышленности МГИ была образована должность заведующего разработкой казённых торфяных болот, с целью повсеместного исследования торфяных болот и оказания помощи местным жителям в разработке их. 21 марта 1894 года вместо заведующего разработкой болот была создана Торфмейстерская часть. Главным Торфмейстером России был назначен Леонид Апполонович Сытин, изучивший к этому времени вопросы добычи торфа и его переработки в Германии, Нидерландах, Франции, Швейцарии. С развитием торфяной промышленности возникает необходимость в усилении темпов добычи торфа, поэтому в конце XIX века заявляются патенты на механические способы добычи торфа и новые машины для торфоразработок — торфяные машины системы Анрепа, Шликейзена и Дольберга, Воскресенского, Степанова, Демидова и другие, торфорезная машина Брозовского, торфорезка Лепре, работа горного инженера Э. Корнандера о различных способах добывания торфа. В 1883 году на Бисеровском торфяном болоте была устроена первая выставка торфяных машин отечественного и зарубежного производства. Лучшими были признаны машины Мальцевского машиностроительного завода, а также машины зарубежного производства.
Чтобы не прогореть на привозном топливе для котельных своих фабрик и заводов многие предприниматели в конце XIX века принимают решение заниматься собственной промышленной разработкой торфяных болот. Одни промышленники покупали участки торфяных болот, другие — брали в аренду.
18 марта 1946 года Верховным Советом СССР (Первая Сессия 2-го созыва) принят Закон «О пятилетнем плане восстановления и развития народного хозяйства СССР на 1946—1950 гг.», в котором определены планы по добыче торфа:

7. Увеличить добычу торфа в 1950 году по сравнению с довоенным уровнем на 39 % и довести добычу торфа в 1950 году до 44,3 млн т. Обеспечить широкое развитие торфодобычи в центральных и западных районах СССР.
Обеспечить механизацию трудоемких процессов добычи, сушки, уборки торфа, подготовительных и погрузочно-разгрузочных работ. Развивать наиболее механизированные способы добычи торфа: фрезерный, багерный, гидроторф; обеспечить развитие узкоколейного транспорта.
Увеличить производство торфяных брикетов в 1950 году до 1,2 млн т. Приступить к организации круглогодового производства торфяного топлива, для чего построить завод искусственного обезвоживания торфа.
Обеспечить широкое развитие научно-исследовательских работ по механизации производства, технологической и химической переработке торфа.

## Способы добычи торфа

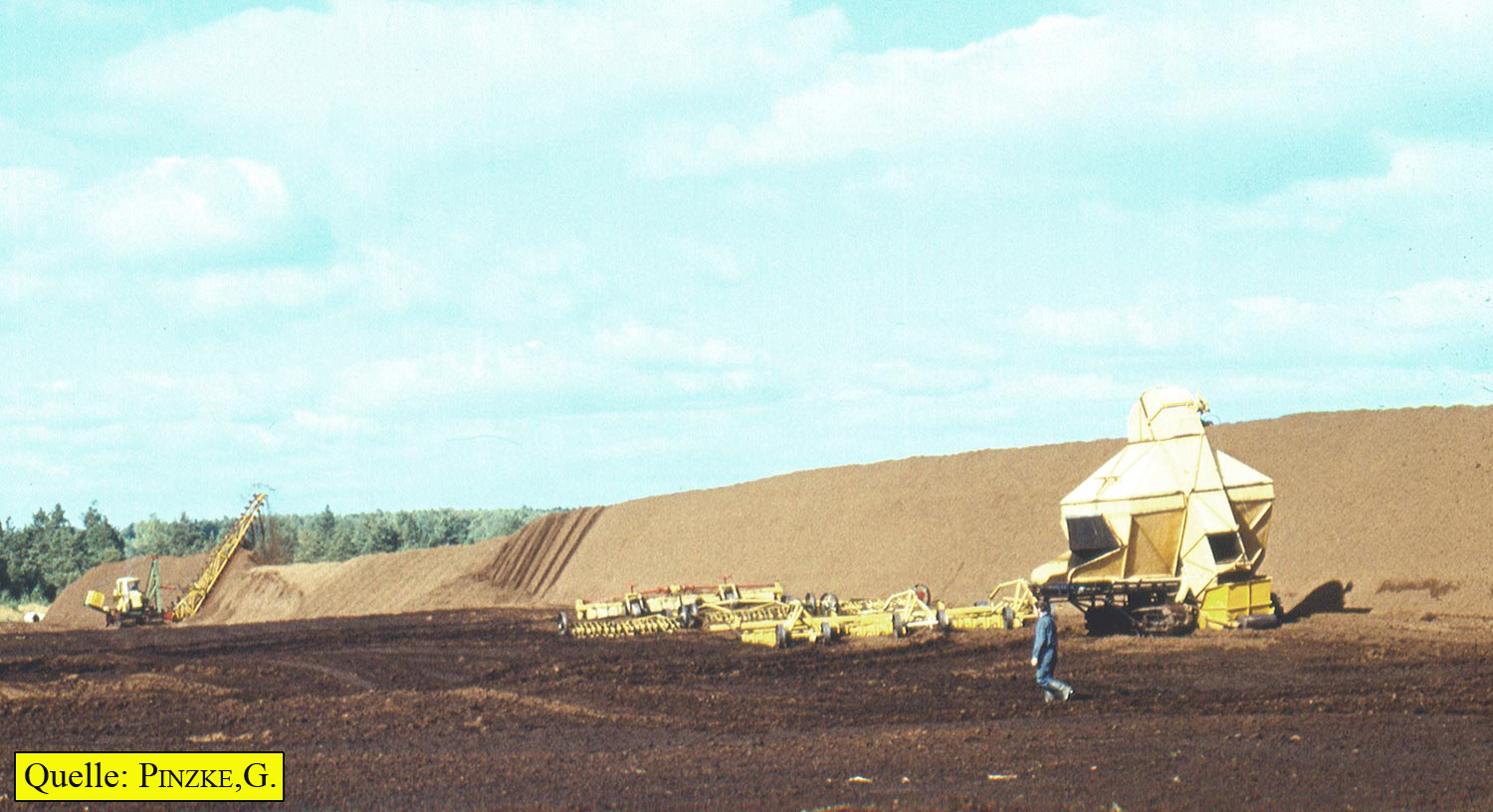
Техника на торфозаготовках

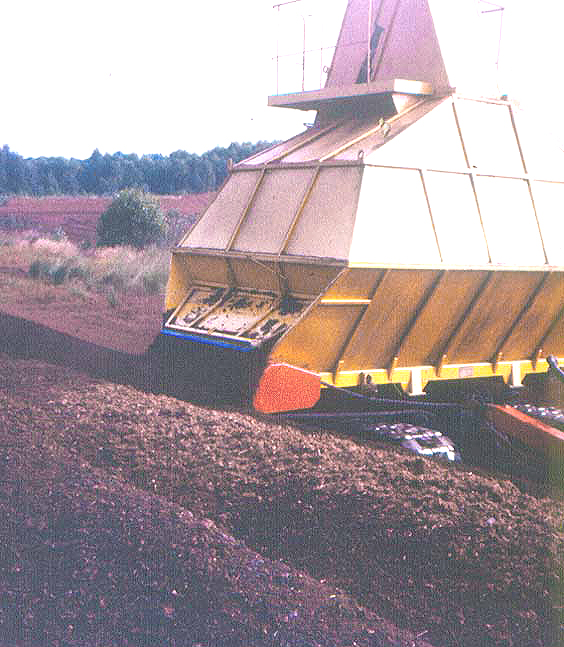
Машина для уборки фрезерного торфа МТФ-43А

Разрабатывают торф открытым способом, потому что все торфяные месторождения расположены на земной поверхности. Существует две основных схемы добычи торфа: сравнительно тонкими слоями с поверхности земли и глубокими карьерами на всю глубину торфяного пласта. Согласно первой из этих схем торф извлекают, вырезая верхний слой, согласно второй — экскаваторным (или кусковым) способом. Добыча торфа осуществляется с помощью специального оборудования или механизированных комплексов.
Торф по способу добычи разделяют на:
- фрезоторф (он же отрезной; фрезерный)[5];
- гидроторф;
- гидроскреперный;
- багерный;
- кусковой[5].

### Гидроторф
Гидроторф — гидравлический способ разработки торфа, изобретённый в 1914 году инженерами Р. Э. Классоном и Кирпичниковым В., получил широкое развитие в 20-х и 30-х годах XX века и способствовал в тот период созданию крупных торфяных предприятий индустриального типа.

### Фрезоторф
Фрезоторф (фрезерный способ добычи торфа) — самый распространённый, но и самый чувствительный к изменению погодных условий способ добычи торфа.
При фрезерном способе торф разрыхляется на глубину до 2 см с помощью трактора с установленным на нём навесным оборудованием. Такое оборудование являет собой фрезерный барабан или ножевой фрезер. Вращаясь вокруг собственной оси и углубляясь в залежи, фрезы снимают небольшой по толщине слой, превращая его в крошку. Разрыхленный таким образом торф сохнет на солнце. Во время сушки торф переворачивается 1-3 раза с помощью ворошилки, которая также устанавливается на тракторе. После того, как фрезерный торф достигает нужной влажности, он собирается в валки прямо на поле. Фрезерование, шевеление и валкование образуют собой так называемый «цикл сбора». Сразу после валкования начинается новый процесс фрезерования поверхности болота. Торф, собранный в валки, хуже вбирает влагу и потому останется сухим. После выполнения 4-6 циклов сбора торф, с помощью ленточного конвейера из валков грузится на прицепы и доставляется на специальную площадку для последующего складирования в бурты. Фрезерный торф может быть высушен лишь при сухой солнечной погоде, потому его добыча возможна лишь летом на протяжении достаточно короткого периода времени. Фрезерный торф являет собой сыпучую смесь мелких частиц разного размера.
Процесс фрезерования используется и для производства кускового топливного торфа. В этом случае торфяная залежь сначала разрыхляется (на глубину до 500 мм) и переделывается, а затем формируется в куски необходимых размеров.

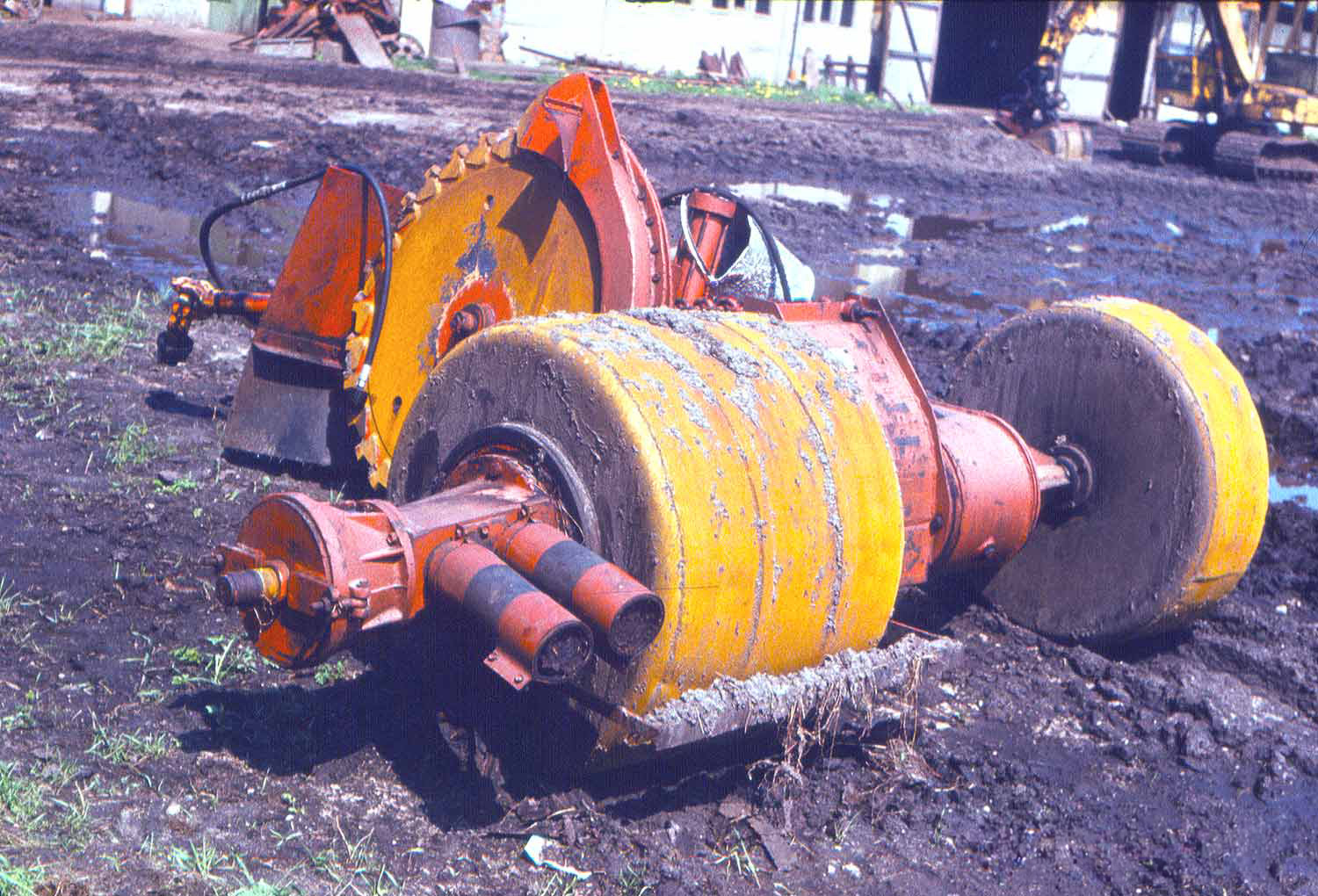
Машина для добычи кускового торфа

### Экскаваторный или кусковой
Экскаваторный или кусковой способ добычи — при экскаваторном способе получают торфяное топливо в виде больших кусков весом по 500—1000 г.
Экскаваторный способ добычи ещё называют «кусковым», процесс заготовки кускового торфа не очень отличается от фрезерного, но меньше зависит от погодных условий. Кусковой торф добывается с помощью навесного диска с гидравлическим цилиндром. Диск поднимает торф на поверхность из глубины около 50 см. В цилиндре он прессуется под давлением, а затем выталкивается наружу через прямоугольные сопла и волнообразно укладывается на поверхности поля. В результате получают так называемый «волнообразный» кусковой торф. Сформированный кусковой торф через несколько часов сушки на солнце почти не вбирает в себя влагу. Достаточно хорошо высушенный кусковой торф (как и фрезерный) собирают в валки, где длится его просушка. После этого на поверхность поднимают ещё одну порцию торфа. Таким образом валкуют 1-3 слоя торфа, после чего его собирают и транспортируют для вкладывания в бурты.

### Резной
Резной способ добычи торфа — старый, кустарный способ добычи торфа путём ручной или механической (машинно-формовочной) резки торфовых кирпичей. Применялся на небольших и неглубоких торфяниках. Практически полностью вытеснен механизированными методами добычи торфа.
Размеры кирпичей торфа машинной формовки составляют: 300х100х90, 300х130х110, 350х130х130 мм.

## Специальности рабочих

### Безопасность труда
Правительством РФ от 25.02.2000 приняло Постановление «Об утверждении перечня тяжелых работ и работ с вредными или опасными условиями труда, при выполнении которых запрещается применение труда женщин», в котором приводятся работы, выполняемые по профессиям:
- 81. Канавщик;
- 82. Корчевщик;
- 83. Машинист машин по добыче и переработке кускового торфа;
- 84. Машинист машин по подготовке торфяных месторождений к эксплуатации;
- 85. Машинист торфодобывающего экскаватора;
- 86. Торфорабочий, занятый на валке деревьев, на выстилке торфяных кирпичей.

Правительством Российской Федерации принято Постановление от 25.02.2000 «Об утверждении перечня тяжелых работ и работ с вредными или опасными условиями труда, при выполнении которых запрещается применение труда лиц моложе восемнадцати лет», в котором приводятся работы, выполняемые по профессиям:
- 434. Аппаратчик по сушке торфа
- 435. Варщик торфомассы
- 436. Карьерщик
- 437. Машинист брикетного пресса
- 438. Машинист машин по добыче и переработке кускового торфа
- 439. Машинист машин по добыче и переработке фрезерного торфа
- 440. Машинист машин по подготовке торфяных месторождений к эксплуатации
- 441. Машинист торфодобывающего экскаватора
- 442. Торфорабочий, занятый работой на прицепных навесных механизмах при подготовке и ремонте торфяных полей, прицепкой и отцепкой механизмов, обслуживанием противопожарных агрегатов; сводкой леса с одновременной корчевкой пней на торфяных массивах, валкой деревьев откряживанием и укладкой древесины в штабеля, разделкой деловой древесины и пней циркульными и маятниковыми пилами; на перегонке, передвижке и установке на рабочее место насосной, экскаватора, промежуточных опор конвейера, натяжной станции, торфодобывающих агрегатов и механизмов.

## Транспортировка торфа

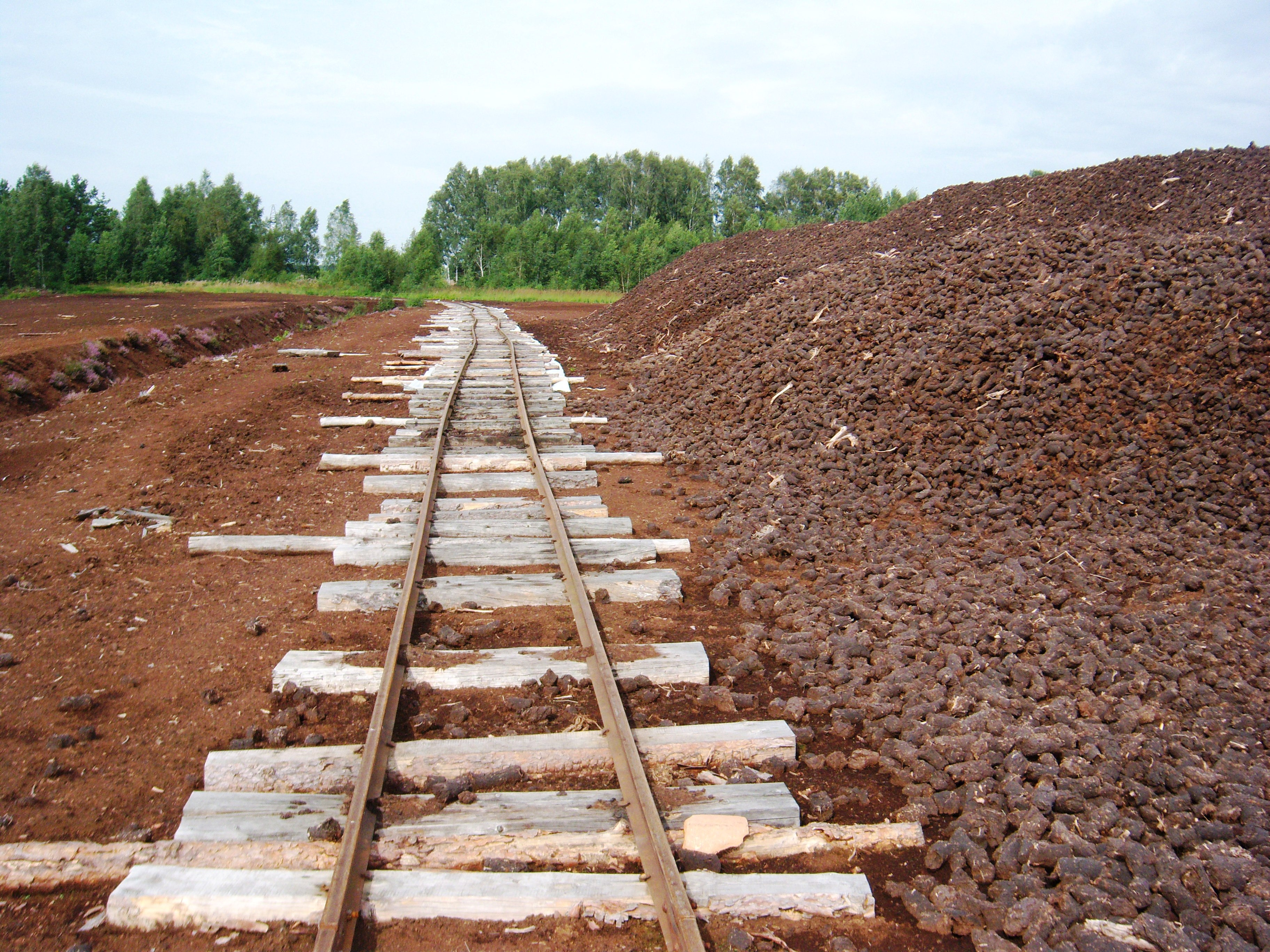
Узкоколейная железная дорога

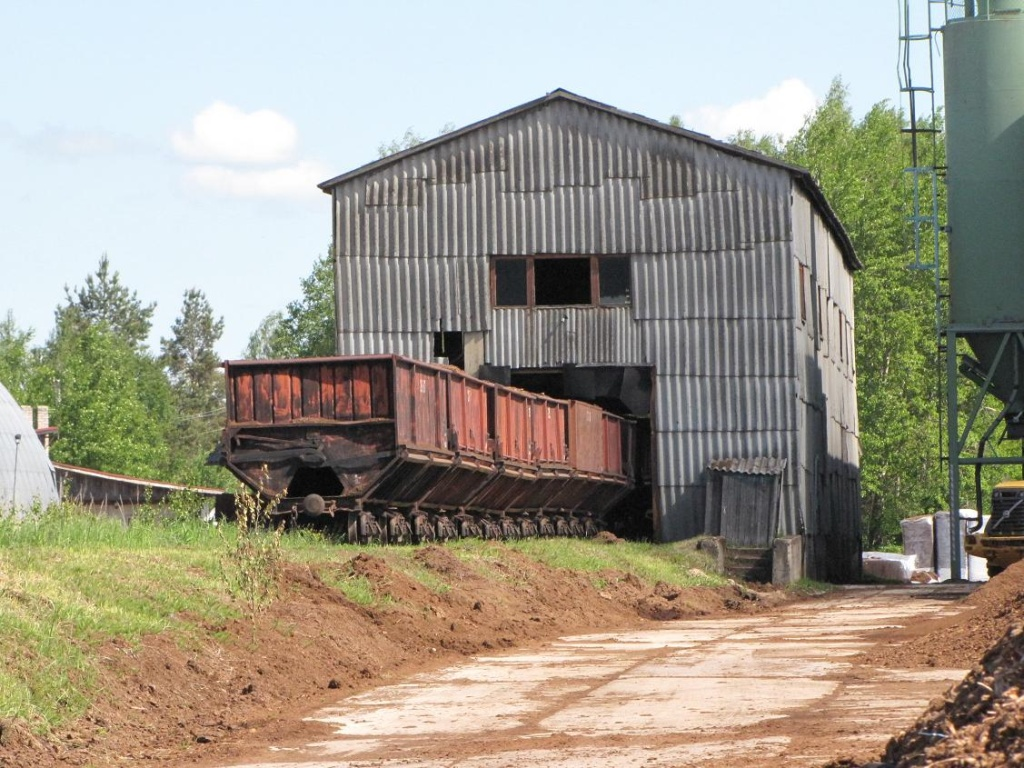
Вагоны для перевозки торфа

В XX веке вывозка торфа с участков торфодобычи в России осуществлялась преимущественно по узкоколейным железным дорогам (например, от Пищальского т/пр). Крупным потребителям торф может доставляться в вагонах широкой колеи, для этого перегрузка торфа осуществляется с помощью торфоперегруза — вагоноопрокидывателя. Вывозка торфа для сельского хозяйства осуществляется автотранспортом, обычно по грунтовым дорогам, в зимний период времени — по временным зимним дорогам.

## Пожарная безопасность
В связи с возможным самовозгоранием торфа и пожаром в лесах и осушаемых торфяных болотах правительством Российской Федерации принято Постановление от 30.06.2007 «Об утверждении правил пожарной безопасности в лесах», в котором говорится:

30. При добыче торфа в лесах требуется:

а) отделить эксплуатационную площадь торфяного месторождения с находящимися на ней сооружениями, постройками, складами и другими объектами от окружающих лесных массивов противопожарным разрывом шириной 75—100 м (в зависимости от местных условий) с водоподводящим каналом соответствующего проектного размера, расположенным по внутреннему краю разрыва;

б) произвести вырубку хвойного леса, а также лиственных деревьев высотой более 8 метров и убрать порубочные остатки и валежник со всей площади противопожарного разрыва;

в) полностью убрать древесную и кустарниковую растительность на противопожарном разрыве со стороны лесного массива на полосе шириной 6—8 м.

31. На противопожарных разрывах, отделяющих эксплуатационные площади торфяных месторождений от лесных массивов, запрещается укладывать порубочные остатки и другие древесные отходы, а также добытый торф.

32. После завершения работ по добыче торфа рекультивация земель должна производиться с учётом обеспечения пожарной безопасности на выработанных площадях.

— VII. Требования пожарной безопасности в лесах при добыче торфа

## Фотогалерея

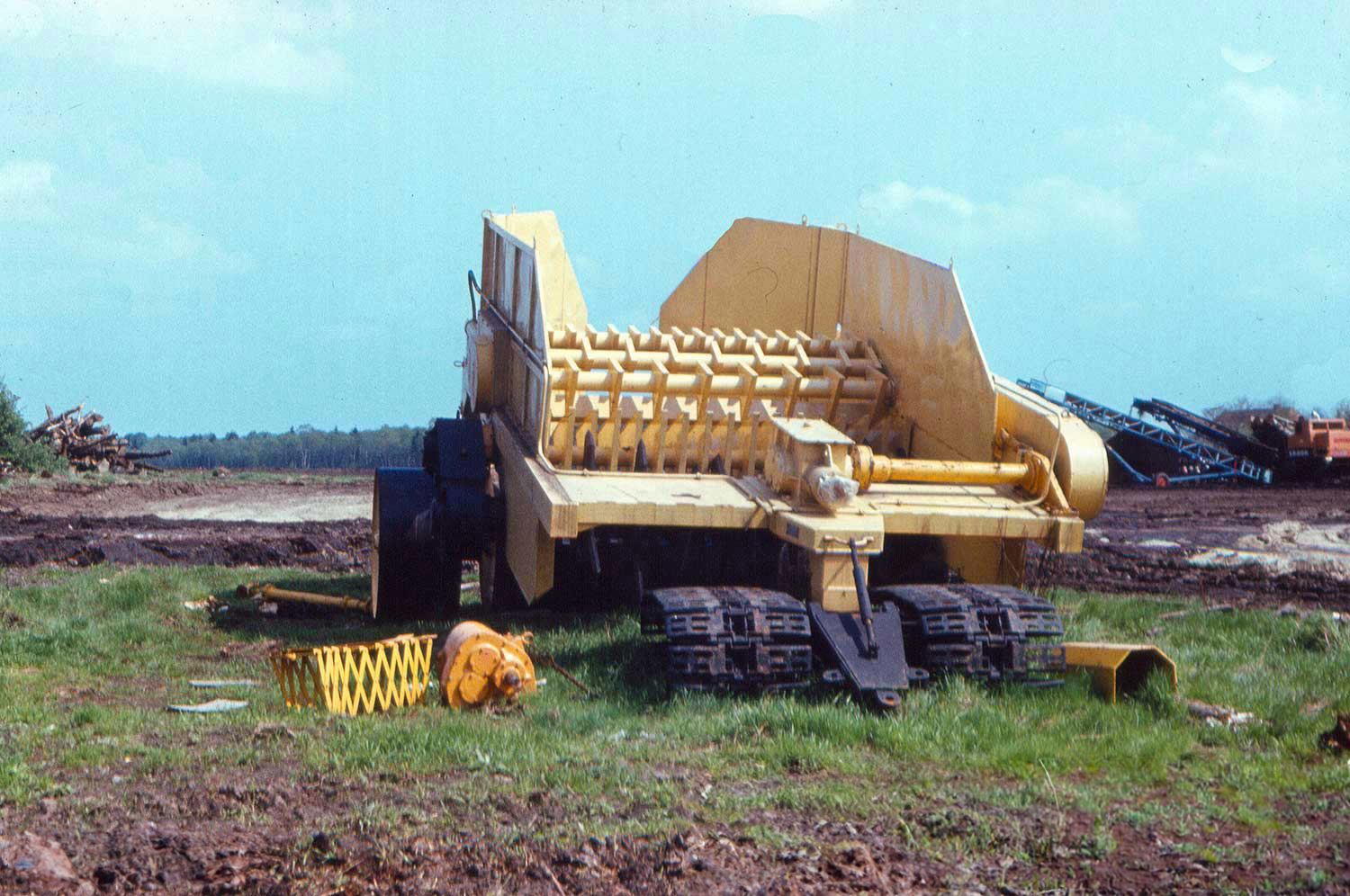
Корчеватели пней МТП-26
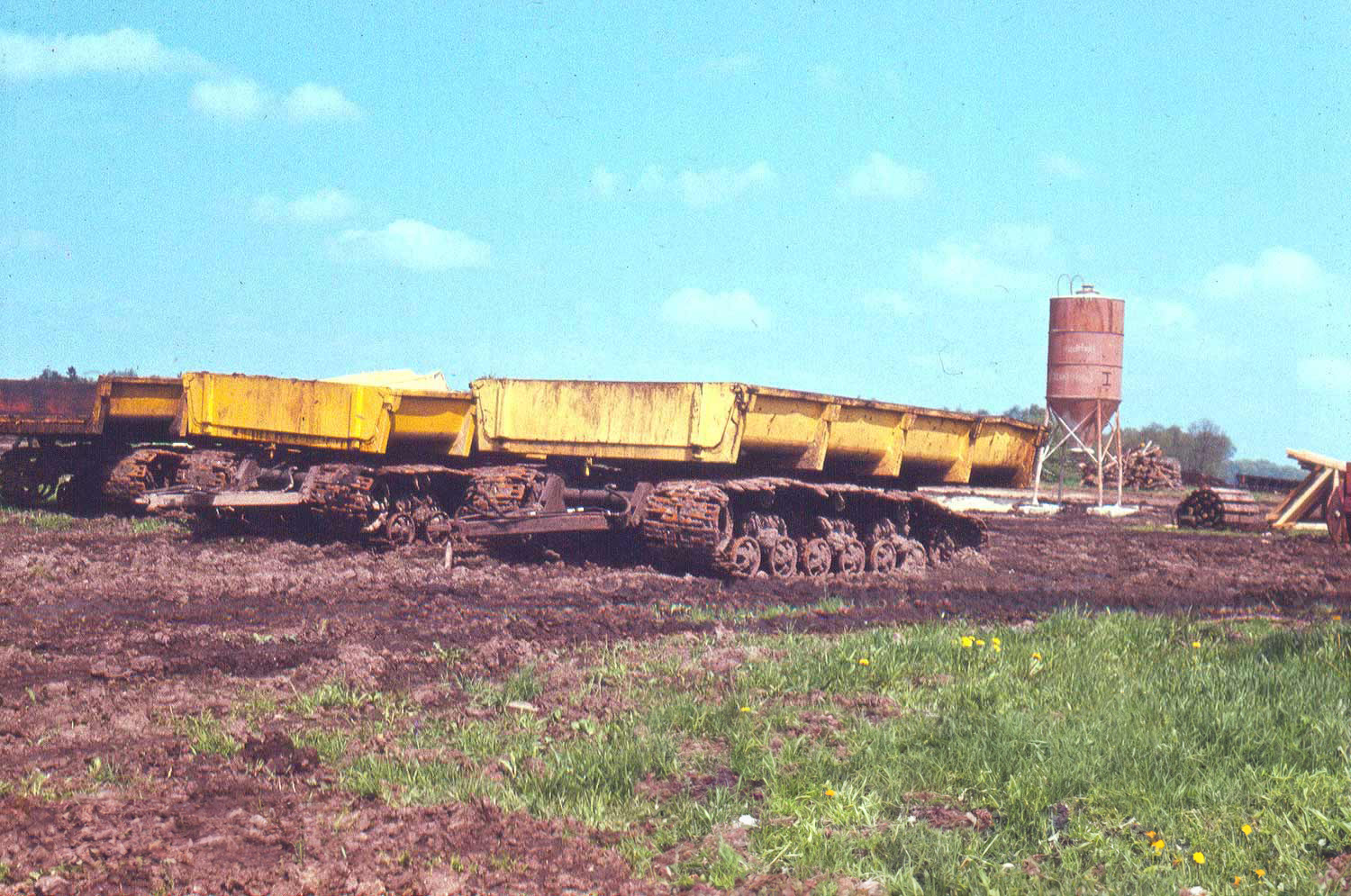
Гусеничные прицепы МТП-24
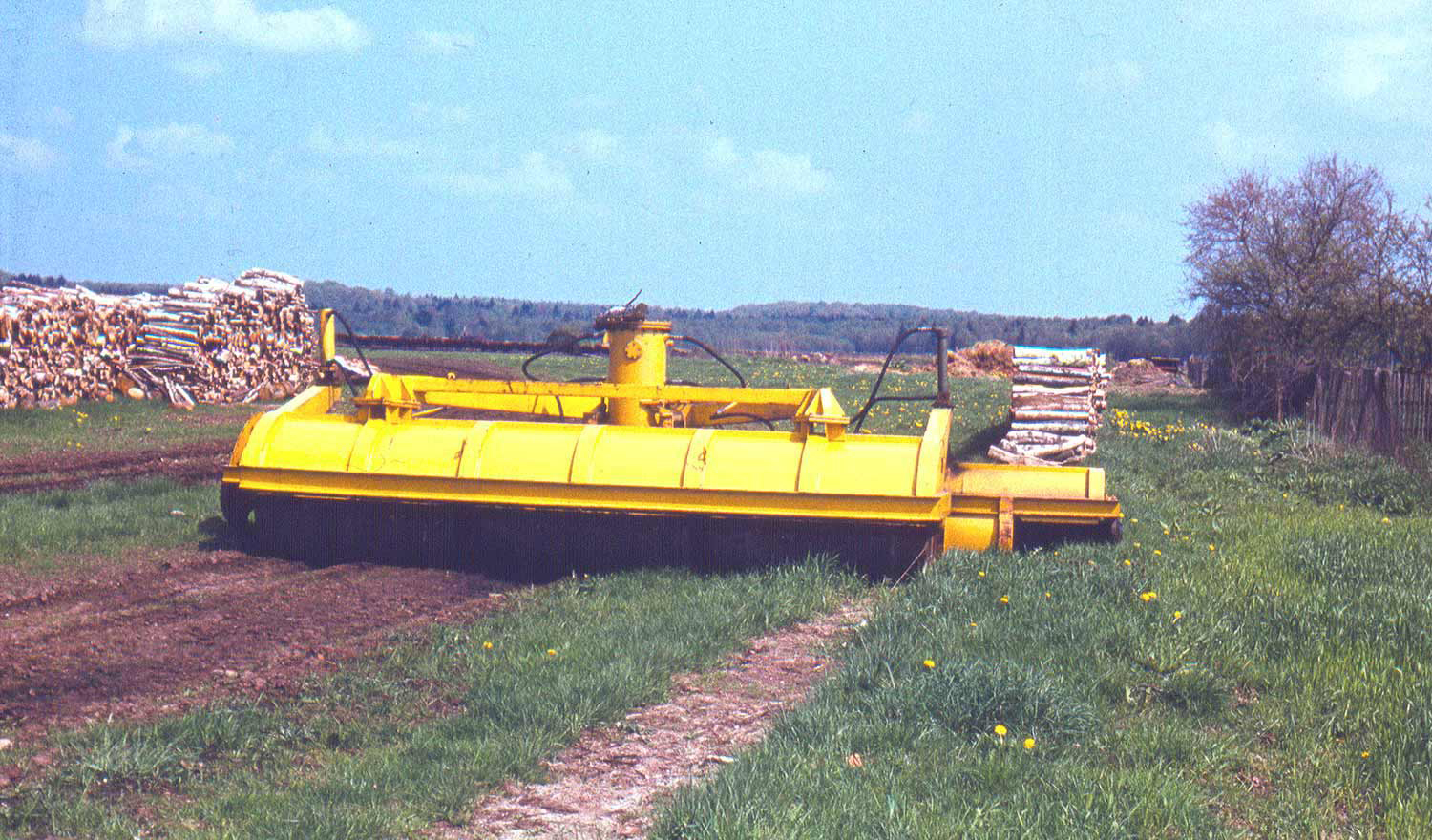
Профилировщик шнековый МТП-52
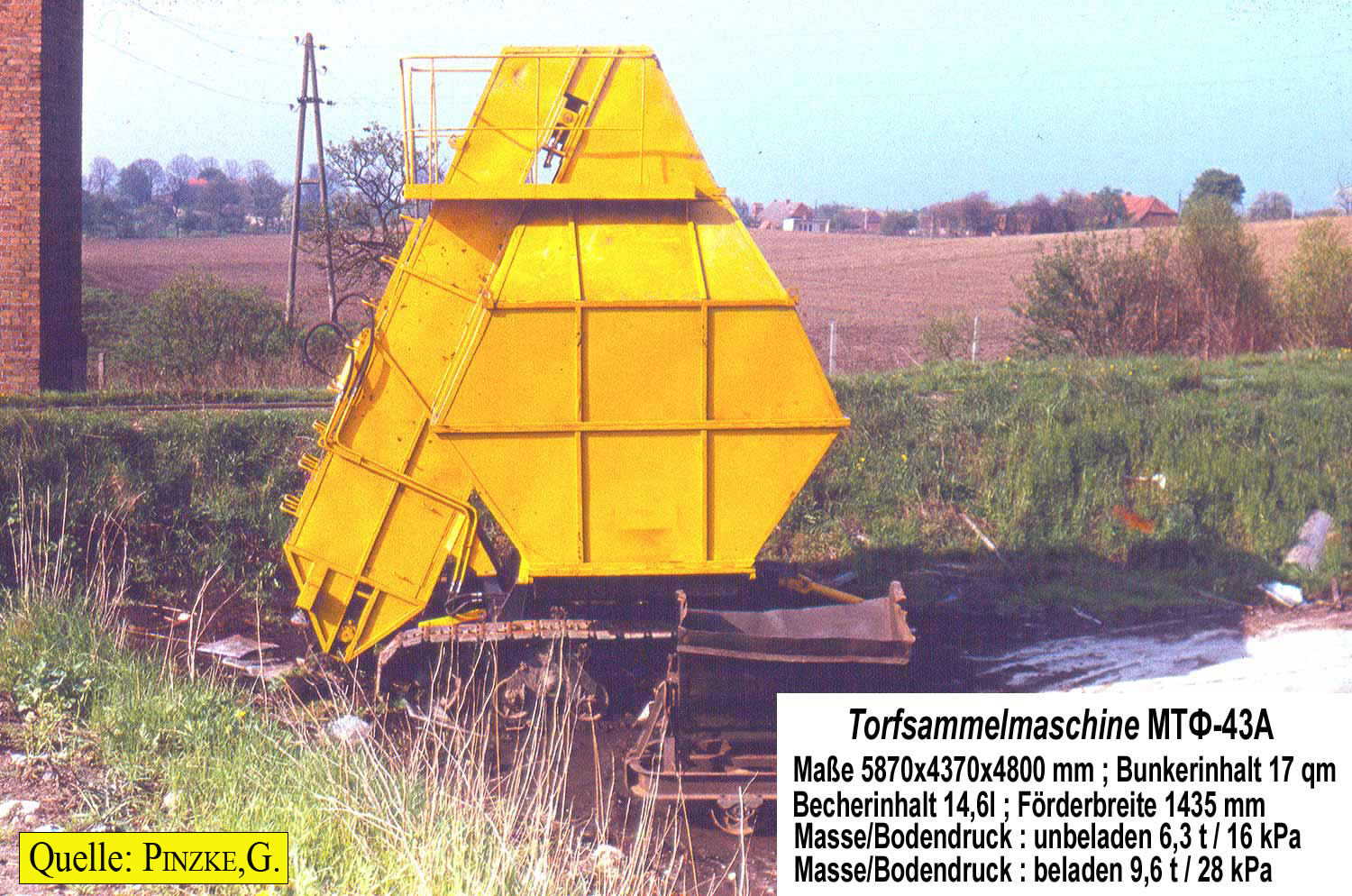
Машина для уборки фрезерного торфа МТФ-43А
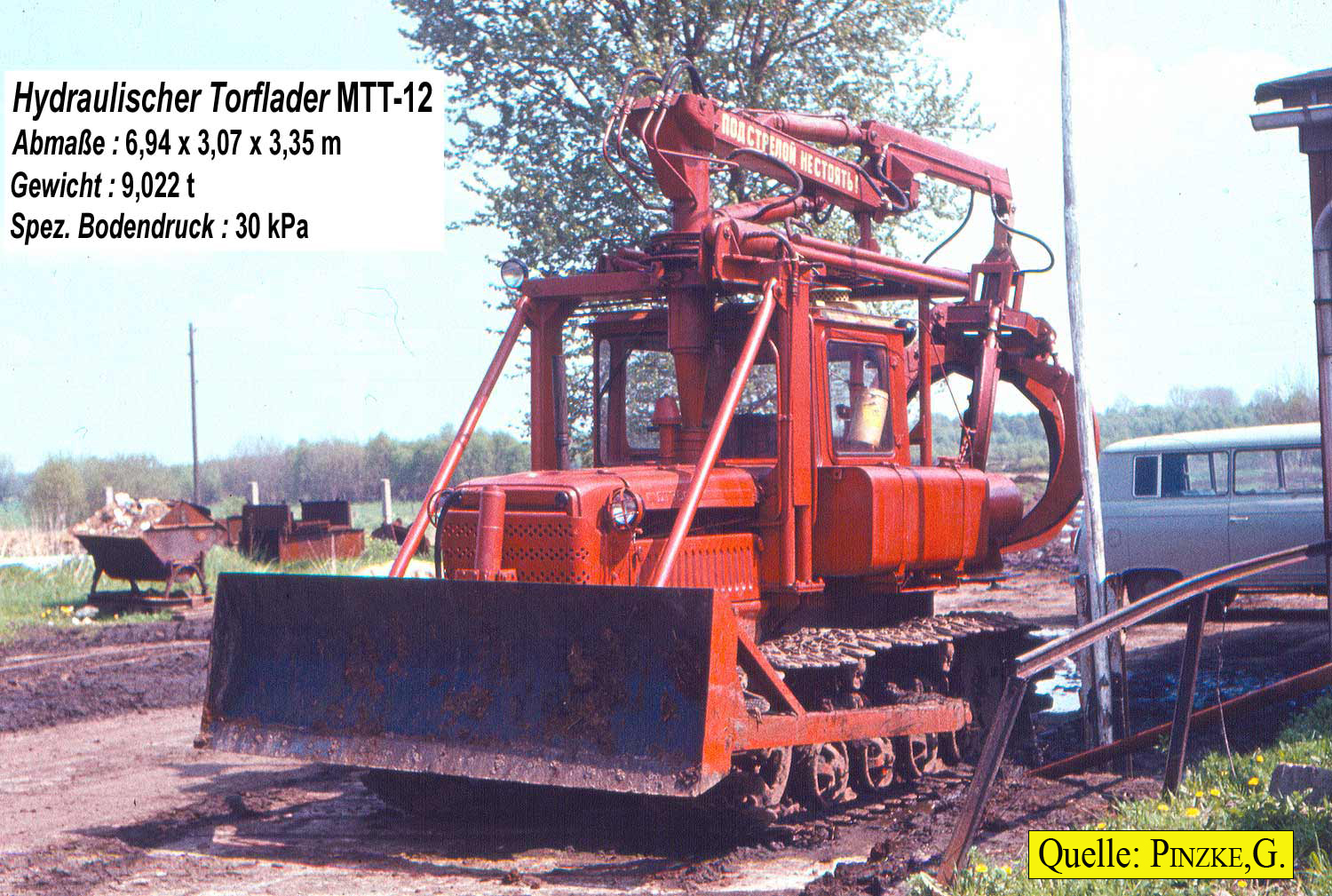
Торфяной гидравлический погрузчик МТТ-12
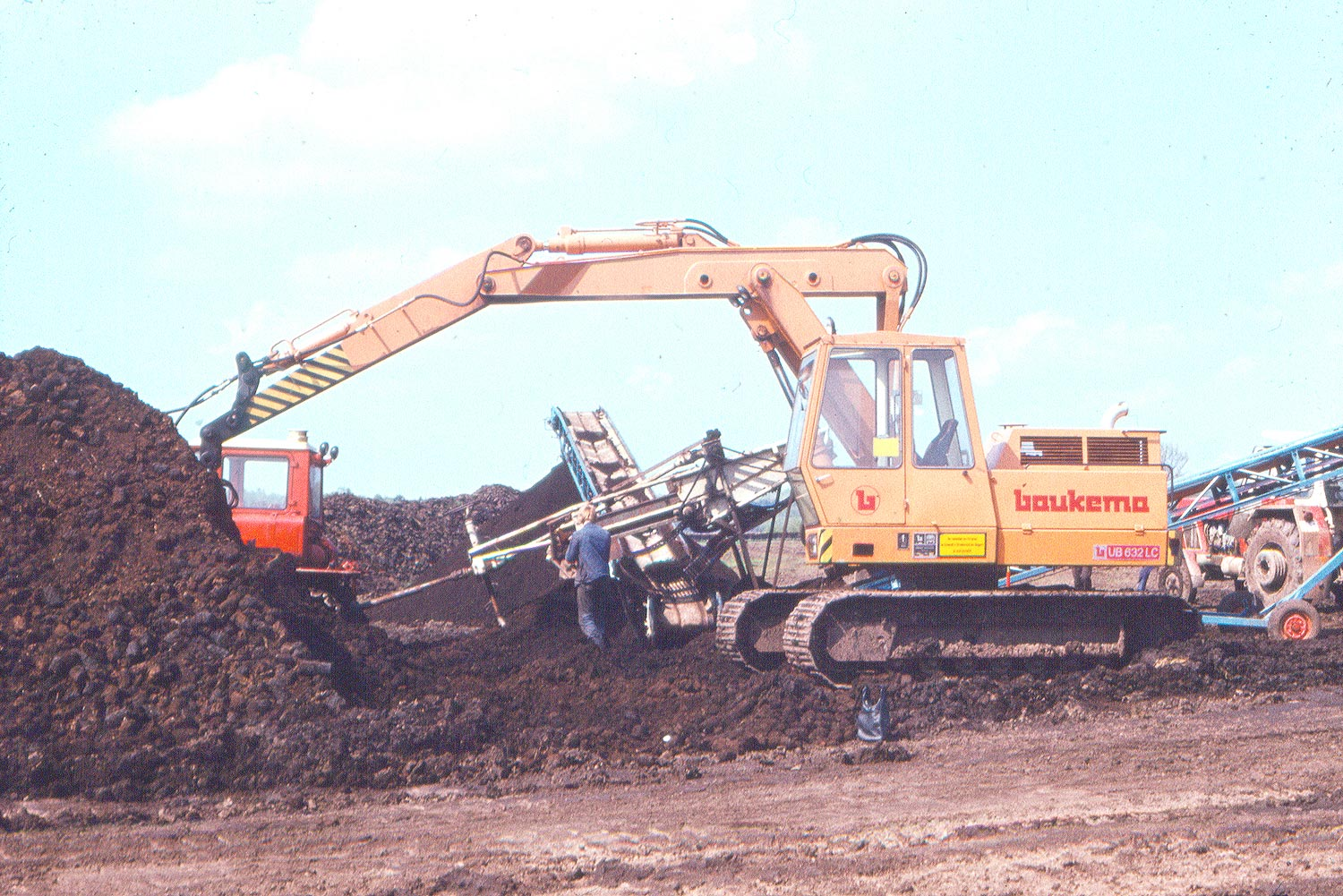
Торфяной экскаватор
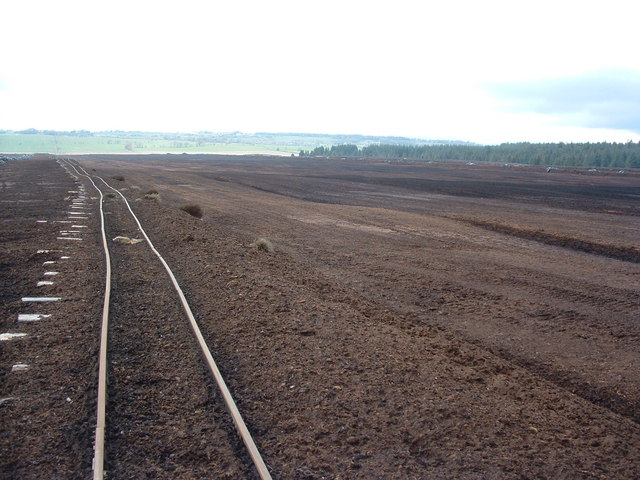
Торфозаготовки
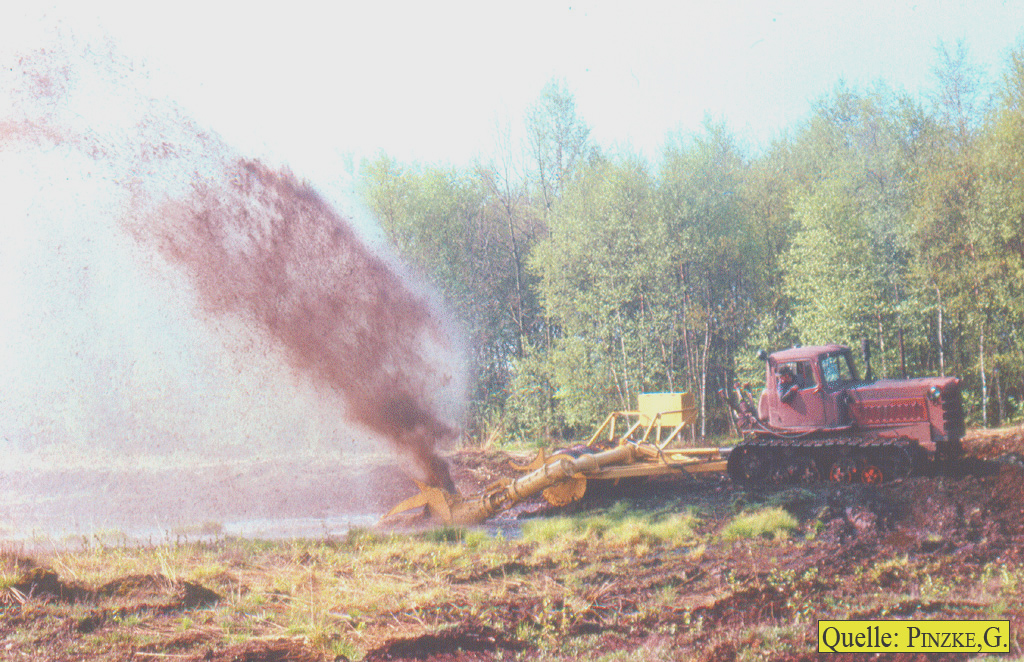
Техника на торфозаготовках
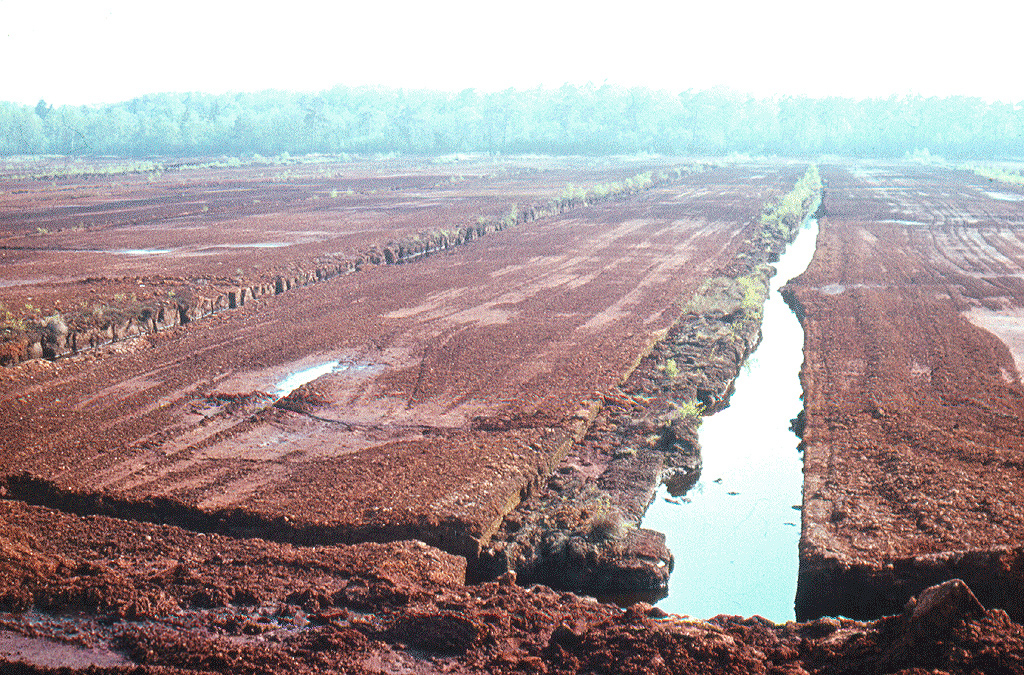
Дренажные каналы